# 안암동
안암동(安岩洞)은 서울특별시 성북구에 속한 행정동 및 법정동이다.

## 유래
안암동은 문헌상 서울의 오래된 동명칭중의 하나로 1395년 조선 태조 4년부터 산수가 아름답고 빼어나 풍수지리학적으로도 많은 관심을 가졌던 지역이다. 원래 “안암”이라는 명칭은 지금의 안암동3가 대광아파트 단지내 약 20여명이 앉아서 편히 쉴만한 큰바위가 있어 이를 ‘앉일바위’라 부르고 그것을 한자로 ‘안암’(安岩)이라 옮겨 쓴 것이 그 유래가 되었다고 한다.

## 역사
- 조선시대 한성부 숭신방 안암동계
- 1911년 경기도 경성부 숭신면 안암리
- 1914년 4월 1일 경기도 고양군 숭인면 안암리
- 1936년 경기도 경성부 안암정
- 1943년 경기도 경성부 동대문구 안암정
- 1946년 서울특별자유시 동대문구 안암동
- 1949년 서울특별시 성북구 안암동
- 1955년 4월 18일 동암, 서암, 남암의 행정동을 안암제1동, 안암제2동으로 변경
- 1977년 9월 동관할구역 개편 안암동으로 조정 통합

## 교육
- 서울안암초등학교
- 용문고등학교
- 중앙승가대학교
- 고려대학교

## 교통
- 서울 지하철 6호선 안암역

## 사진

구 안암동주민센터 (보문로22길 49)

## 같이 보기
- 대한민국의 행정 구역